# Antwon Tanner
Antwon Tanner (Chicago (Illinois), 14 april 1975) is een Amerikaans acteur.
Hoewel Tanner sinds 1996 te zien is op televisie en in films, brak Tanner door met de vertolking van Skills Taylor in One Tree Hill. Naast gastrollen in Sister, Sister, Nash Bridges, Touched by an Angel, Boston Public, NYPD Blue en CSI: Crime Scene Investigation, was Tanner ook te zien in de films One Eight Seven, Brother en Coach Carter. In 2018 speelde Tanner mee in de kerstfilm The Christmas Contract.
- Library of Congress Control Number: no2005087877
- Nationale Bibliotheek van Israël: 987007449645505171
- Virtual International Authority File: 68669927
- WorldCat: E39PBJyxbhFgMq8rKRXhgR9JjC